# ترومپین رومونکی
ترومپین رومونکی (به لاتین: Trąbin-Rumunki) یک روستا در لهستان است که در Gmina Brzuze واقع شده‌است.